# Contradictions Collapse
Contradictions Collapse es el primer álbum de la banda sueca de metal, Meshuggah. El álbum fue lanzado en 1991 por Nuclear Blast. Contradictions Collapse originalmente se titulaba All This Because of Greed. El álbum se orienta más hacia el thrash metal que las obras posteriores de la banda, aunque sí tiene muchos de los elementos característicos de la banda, como los solos de guitarra con elementos de jazz fusión y la precisión compleja. Fue relanzado en 1998 como un digipak con una versión incompleta del segundo EP de Meshuggah, None, y no incluía notas ni las letras de canciones en el folleto.

## Lista de temas
1. 	"Paralyzing Ignorance"   	                4:28
2. 	"Erroneous Manipulation"   	                6:21
3. 	"Abnegating Cecity"   	                        6:31
4. 	"Internal Evidence"   	                        7:27
5. 	"Qualms of Reality"   	                        7:10
6. 	"We'll Never See the Day"   	                6:03
7. 	"Greed"   	                                7:06
8. 	"Choirs of Devastation"   	                4:00
9. 	"Cadeverous Mastication"   	                7:32
10. 	"Sickening" (Japanese Bonus Track) 	        5:47
11. 	"Gods of Rapture" (Japanese Bonus Track) 	5:11
12. 	"Aztec Two-Step" (Japanese Bonus Track) 	3:36